# Monica Nolan (auteur)
Pour les articles homonymes, voir Monica Nolan.
Monica Nolan, née à Chicago dans l'Illinois, est une romancière américaine.

## Biographie
Monica Nolan est née et a grandi à Chicago et vit à San Francisco.
En 2002, elle a relancé le genre littéraire Lesbian pulp fiction des années 50 et 60 avec son roman The Big Book of Lesbian Horse Stories co-écrit avec Alisa Surkis. Ce roman a été nommé lors du 15e Lambda Literary Award dans la catégorie Humour. Ses quatre romans suivants sont publiés sous le nom de série Lesbian Career Girl et édités par Kensington Books.
Ses influences sont Patricia Highsmith et Lenora Mattingly Weber (en),.

## Œuvre
- 2002 : The Big Book of Lesbian Horse Stories (co-auteur Alisa Surkis)
- 2007 : Lois Lenz, Lesbian Secretary (Lesbian Career Girl #1)
- 2010 : Bobby Blanchard, Lesbian Gym Teacher (Lesbian Career Girl #2)
- 2013 : Maxie Mainwaring, Lesbian Dilettante (Lesbian Career Girl #3)
- 2014 : Dolly Dingle, Lesbian Landlady (Lesbian Career Girl #4)